# Купчинский, Филипп Петрович
Филипп Петрович Купчинский (1881?—1919?) — российский поэт и литератор, военный корреспондент газеты «Русь» в осаждённом Порт-Артуре.
Сын председателя Минского окружного суда Петра Филипповича Купчинского.
В 1904—1905 годах ещё студентом Санкт-петербургского университета был военным корреспондентом газеты «Русь» на Дальнем Востоке. Был награждён георгиевским крестом; попал в плен к японцам и вернулся в Россию только после окончания русско-японской войны. А. М. Стессель вспоминал о сообщении Б. Тагеева: 

…когда он с Купчинским выехал на китайской шаланде из Артура в Инкоу, на пути им на горизонте встретился японский миноносец, который мог их не заметить. Тагеев и бывший с ним унтер-офицер хотел пройти мимо незамеченными, но Купчинский вдруг вскочил и стал махать белым платком миноносцу, после чего последний и взял всех троих в плен.

По донесению Тагеева, Купчинский начал немедленно рассказывать японцам все, что знал о Порт-Артуре, несмотря на то, что его никто и не расспрашивал об этом. Тот же Купчинский, когда был в Японии в плену, вращаясь в кругу пленных офицеров, которые его ещё не знали, был посвящен несколькими нашими офицерами в план бегства, которое они хотели устроить.

Купчинский выдал заговорщиков японцам. Все офицеры были арестованы, <…> а Купчинский, едва ли не в знак признательности к нему японцев, был отпущен из плена.
В 1909 году был арестован охранным отделением по обвинению в разглашении государственной тайны и провёл несколько месяцев в тюрьме.
Был сотрудником газеты А. А. Суворина «Новь». А. Боровой писал: 

«Писатель» он был своеобразный. Умственно ограниченный, малообразованный, притом находившийся всецело под влиянием Суворина, нахватавшийся теософских воззрений и сливший их с идеей необходимости всесторонней и систематической физической культуры, он выработал сумбурнейшую мешанину, которую и преподносил на страницах газеты как философию «нового человека». <…> Пресная жвачка! И, тем не менее, я должен констатировать: он имел успех. Никто из нас не получал такой огромной читательской корреспонденции. Его благоглупости утверждались, развивались, оспаривались. Сотни, может быть, тысячи мещан явно жили этой мутно-самодовольной кашицей.

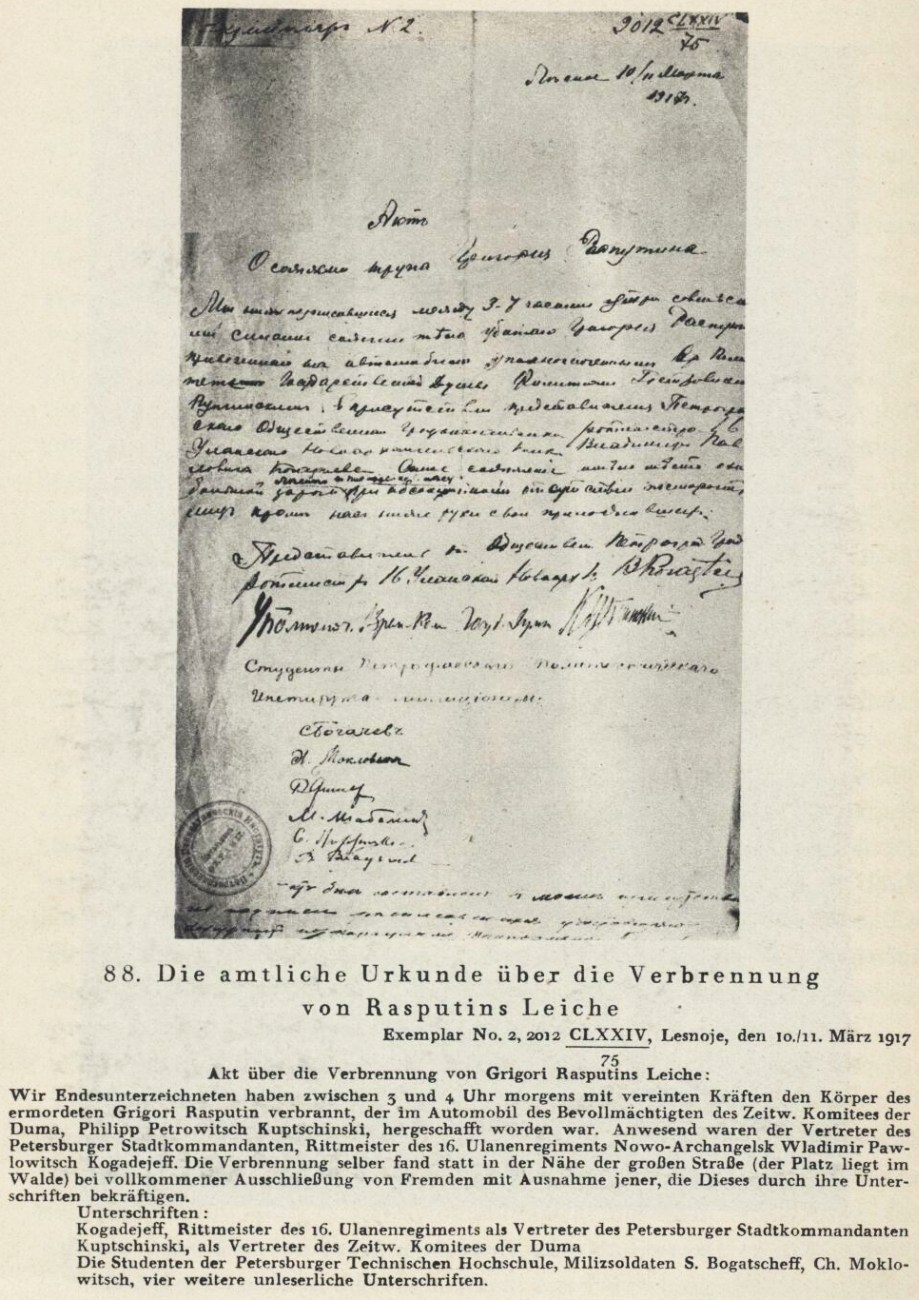
Акт о сожжении трупа Г. Е. Распутина

После закрытия газеты Купчинский уехал на фронт, начавшейся Первой мировой войны.
В ночь с 10 на 11 марта 1917 года Купчинский организовал уничтожение тела Г. Распутина.